# 34e division (armée impériale japonaise)
Pour les articles homonymes, voir 34e division.
La 34e division (第34師団, Dai-sanjū-yon shidan) est une unité d'infanterie de l'armée impériale japonaise. Son nom de code est Division Camélia (椿兵団, Tsubaki-heidan). Elle est créée comme division triangulaire le 7 février 1939 à Osaka en même temps que les 32e, 33e, 35e, 36e, et 37e divisions. Elle a pour objectif premier de servir de force de garnison pour maintenir l'ordre public et occuper la charge de police dans les territoires occupés en Chine centrale.

## Histoire
La 34e division quitte Osaka le 3 avril 1939 et arrive à Hankou le 13 avril 1939. Initialement, elle est assignée dans la zone de Wuhan sous le contrôle de la 11e armée. En décembre 1939, elle est transférée à Nanchang, capitale de la province du Jiangxi, où elle sert comme force de garnison. En 1940, elle participe à la bataille de Zaoyang-Yichang. En mars 1941, elle combat à la bataille de Shanggao (partie de la deuxième bataille de Changsha), et le 24 décembre 1941, elle participe à la troisième bataille de Changsha.
Du 1er mai au 1er juillet 1943, la division est réorganisée et dépouillée de la majorité de ses moyens de transport.
Avec le reste de la 11e armée, elle est assignée le 18 avril 1944 sous le contrôle direct de l'armée expéditionnaire japonaise de Chine pour participer à l'opération Ichi-Go. Cependant, comme étant plus une unité de réserve et de garnison destinée à consolider les gains territoriaux après les opérations qu'une division de combat sur la ligne de front, la 34e division est postée en garnison à Changsha et dans les cols du mont Yuelu durant la bataille qui commence le 29 avril 1944. En tant qu'unité de la 20e armée, elle participe à la bataille de l'ouest du Hunan à partir d'avril 1945. Elle se trouve à Jiujiang sur la rive sud du Yangzi Jiang au moment de la capitulation du Japon, alors qu'elle se replie sur Nankin.
Le 16 septembre 1945, la division se regroupe au district de Pukou à Nankin. Le transfert par train jusqu'à Shanghai commence le 15 janvier 1946 et est achevé le 30 janvier 1946. La démobilisation commence le lendemain mais la date exacte de la dissolution de la division est inconnue.